# Acetilcistein
Acetilcistein (N-acetilcistein, N-acetil-L-cistein, NAC) je lek i nutricioni suplement koji se prvenstveno koristi kao mulolitički agens i u kontroli paracetamolskog (acetaminofenskog) predoziranja. Druge upotrebe uključuju sulfatno snabdevanje kod oboljenja kao što su autizam, gde cistein i srodne sumporne aminokiseline mogu da budu iscrpljene.
Acetilcistein je derivat cisteina; jedna acetil grupa je vezana za atom azota. Ovo jedinjenje je u prodaji kao dijetetski suplement za koji se smatra da deluje kao antioksidans i da štiti jetru. On se koristi kao lek za kašalj jer raskida disulfidne veze u sluzi i utečnjava je, te se lakše iskašljava. To svojstvo je takođe korisno u redukovanju abnormalno guste sluzi kod obolelih od cistične i pulmonarne fibroze.

## Literatura
- Stanislaus, Romesh; Gilg, Anne G; Singh, Avtar K; Singh, Inderjit (2005). „N-acetyl-L-cysteine ameliorates the inflammatory disease process in experimental autoimmune encephalomyelitis in Lewis rats.”. Journal of Autoimmune Diseases. 2 (1): 4. PMC 1097751 . PMID 15869713. doi:10.1186/1740-2557-2-4.

## Spoljašnje veze
-{
- CIMS India database "[мртва веза]"
- N-acetylcysteine replenishes glutathione in HIV infection. ""
- British National Formulary 55, March 2008;  978-0-85369-776-3
- U.S. National Library of Medicine: Drug Information Portal - Acetylcysteine
- Research based information on Acetylcysteine as a nutritional supplement

}-
|  | Molimo Vas, obratite pažnju na važno upozorenje u vezi sa temama iz oblasti medicine (zdravlja). |